# Paracavellina
Paracavellina is een geslacht van uitgestorven kreeftachtigen uit de klasse van de Ostracoda (mosselkreeftjes).

## Soorten
- Paracavellina cooperi Hoare, 1993 †
- Paracavellina elliptica Cooper, 1941 †
- Paracavellina fernetae Bless & Massa, 1982 †
- Paracavellina indistincta Green, 1963 †
- Paracavellina lumida Cooper, 1941 †
- Paracavellina ovata Cooper, 1941 †
- Paracavellina pinguis Cooper, 1941 †
- Paracavellina syrica Plumhoff, 1970 †
- Paracavellina uyenoi Lethiers, 1978 †